# Раджаб, Убайд
Убайд Раджаб (тадж. Убайд Раҷаб, 15 мая 1932 кишлак Некнот, Пенджикентский район, Ленинабадская область, Таджикская ССР — 11 августа 2004 Душанбе, Таджикистан) — советский, таджикский поэт, переводчик. Народный поэт Таджикистана (1994), заслуженный работник культуры Таджикской ССР (1982).
Один из наиболее плодотворных и читаемых поэтов, опубликовал 20 сборников произведений для детей и 10 произведений для взрослых, получил наибольшую известность как детский поэт

## Биография
Убайд Раджаб родился 15 мая 1932 года в кишлаке Некнот Пенджикентского района Ленинабадской области. В 1954 году закончил с отличием Душанбинский государственный педагогический институт имени Тараса Шевченко, где учился на факультете таджикского языка и литературы. После института поступил на работу в редакцию газеты «Пионерии Тоҷикистон» сначала как литературный сотрудник, а позднее стал заведующим отделом. Работал в редакции журнала «Машъал» на должности литературного сотрудника, возглавлял отдел пропаганды и агитации в редакции газеты «Комсомолии Тоҷикистон». В 1961 году перешёл на работу в редакцию журнала «Садои Шарқ», заведующим отделом критики и литературоведения, в 1966 году стал главным редактором издания. 
В 1955 году вступил в партию. С 1962 года был членом Союза писателей Таджикистана, в котором разное время работал секретарём, заместителем председателя и консультантом по детской литературе. Был членом правления Союза писателей Таджикской ССР, входил в Совет по детской и юношеской литературе Союза писателей СССР, а также в Совет по детской и юношеской литературе Государственного комитета Совета министров СССР по делам издательств, полиграфии и книжной торговли (Госкомиздат), являлся членом редколлегий журналов «Садои Шарқ» и «Машъал» и редколлегии пятитомного издания «Антологии таджикской литературы для детей».
Убайд Раджаб скончался 11 августа 2004 года в Душанбе.

## Творчество
Первые стихотворения Убайда Раджаба были опубликованы в газете «Пионерии Тоҷикистон», в дальнейшем продолжил публиковаться в журналах «Машъал» и газете «Тоҷикистон комсомоли». Считается одним из наиболее плодотворных и читаемых поэтов, автор 20-ти сборников произведений для детей и 10-ти произведений для взрослых, но наибольшую известность получил как детский поэт.
Первые сборники для детей младшего и среднего возраста на таджикском языке тадж. Орзуҳои ширин (Светлые мечты), тадж. Қиссаҳои модаркалон (Сказки бабушки) вышли в 1958 году, далее последовали сборники тадж. Ҳамсуҳбати ширинзабон (Мой любимый собеседник, 1963), тадж. Нинӣ чӣ ном дорад? (Как зовут ляльку?, 1964), тадж. Саду як барг (Сто один лепесток, 1970), тадж. Рӯи замин (Лицо земли, 1974), тадж. Хӯшаи гандум (Колосья пшеницы, 1979), тадж. Як дона марворид (Жемчужина, 1984), в 1981 году отдельной книгой вышли избранные произведения поэта тадж. Ману ҷӯраҳои ман (Я и мои друзья). Для взрослой аудитории вышли лирические сборники тадж. Пайраҳа (Тропинка, 1967), тадж. Илҳом (Вдохновение, 1972), тадж. Нимарӯз (Полдень, 1977), тадж. Рози обшор (Тайна водопада, 1979), тадж. Саррез (1982). На русском языке были опубликованы сборники: «Волшебные сапоги» (1965), «Шоди или Ходи» (1965), «Новый дутар» (1976), «Запах земли» (1981).
Издавался на украинском, белорусском, узбекском, казахском, киргизском, азербайджанском, армянском, литовском, молдавском, туркменском и других языках союзных республик. Произведения поэта были переведены на чешский, сербский, хорватский, болгарский языки, печатался в иранском журнале «Сухан». Перевёл на таджикский язык сборники произведений: «Восход» Олжаса Сулейменова, «Когда наступит весна» Наби Хазри, «На земле стою» Бориса Олейника, а также отдельные произведения Эдуардаса Межелайтиса, Юстинаса Марцинкявичуса, Агнии Барто, Самуила Яковлевича Маршака, Демьяна Бедного, Зульфии, Андрея Малышко, 
Давида Гурамишвили, Ирины Токмаковой, Валентина Берестова и многих других авторов.
Посмертный сборник стихотворений Убайда Раджаба, «Ветру холодно бывает?» вышел в 2013 году. В 2024 году в Таджикистане вышла книга Фархода Хусейнзаде «Убайд Раджаб и эволюция таджикской детской литературы».

## Награды
- Народный поэт Таджикистана (1994)
- Заслуженный работник культуры Таджикской ССР (1982)
- Премия Ленинского комсомола Таджикской ССР (1977)
- Международный почетный диплом премии имени Х. К. Андерсена (1983)[1]
- Почетный диплом Международного совета по детской книге (IBBY) за книгу «Запах земли» (1982)[5]
- Медаль «За доблестный труд. В ознаменование 100-летия со дня рождения В. И. Ленина»
- Почётная грамота Президиума Верховного Совета Таджикской ССР
- Почётная грамота Президиума Верховного Совета Казахской ССР
- Почётная грамота Президиума Верховного Совета Литовской ССР[3].